# Saint-André-d’Embrun
Saint-André-d’Embrun – miejscowość i gmina we Francji, w regionie Prowansja-Alpy-Lazurowe Wybrzeże, w departamencie Alpy Wysokie.

## Demografia
Według danych na rok 1990 gminę zamieszkiwało 417 osób, a gęstość zaludnienia wynosiła 11 osób/km². W styczniu 2015 r. Saint-André-d’Embrun zamieszkiwało 646 osób, przy gęstości zaludnienia wynoszącej 16,7 osób/km².